# Chamaedorea radicalis
Chamaedorea radicalis es una especie de palmera que se distribuye por el nordeste de México.

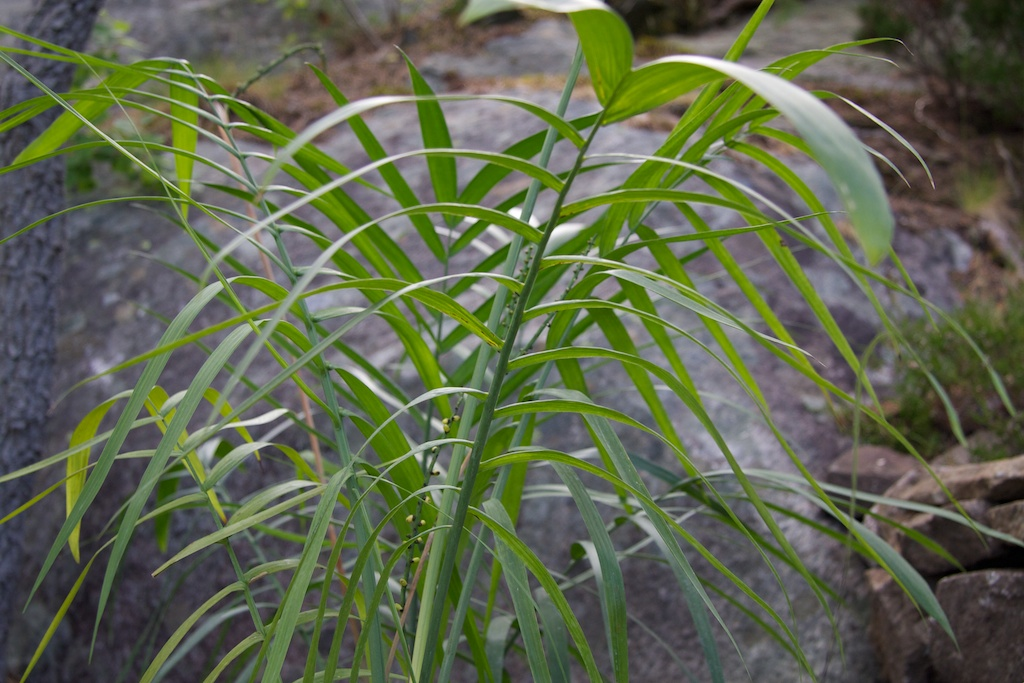
Vista de la planta

## Descripción
Son palmas con tallos solitarios,  (raramente cespitosas), erectas, delgadas, que aparecen sin tallo o, eventualmente, alcanzan un tamaño de 3 a 4 m de altura. El tallo de 2,5-3 cm de diámetro, con los nodos congestionados o sobre el suelo, a veces, se alargan, lisos, anillados, con entrenudos de 15 cm de largo. Las hojas: 4-8, erectas, pinnadas; con vaina de 15-25 cm de largo, gruesa y correosa y fibrosa, de color verde claro, al secarse dura y resistente, oblicua y  tubular solo en la mitad de la parte baja. Las inflorescencias son interfoliares, erectas,  pedunculadas, si la planta está sin tallo. Frutas de 12 x 9 mm, elipsoides a obovoides-globosas, de color verde amarillo y luego cambian a naranja y finalmente roja  cuando está completamente madura.

## Taxonomía
Chamaedorea radicalis fue descrita por Carl Friedrich Philipp von Martius y publicado en Historia Naturalis Palmarum 3: 308, en el año 1849.
Etimología
Chamaedorea: nombre genérico que deriva de las palabras griegas: χαμαί (chamai), que significa "sobre el terreno", y δωρεά (dorea) , que significa "regalo", en referencia a las frutas fácilmente alcanzadas en la naturaleza por el bajo crecimiento de las plantas.
radicalis, epíteto latino que significa  basal o derivado de la raíz, en referencia a las inflorescencias con el hábito aparentemente sin tallo.
Sinonimia
- Chamaedorea pringlei S.Watson
- Nunnezharia radicalis (Mart.) Kuntze[5]